# Viola (Delaware)
Viola és un poble dels Estats Units a l'estat de Delaware. Segons el cens del 2000 tenia 156 habitants.

## Demografia
Segons el cens del 2000, Viola tenia 156 habitants, 62 habitatges, i 48 famílies. La densitat de població era de 334,6 habitants/km².
Dels 62 habitatges en un 30,6% hi vivien nens de menys de 18 anys, en un 62,9% hi vivien parelles casades, en un 11,3% dones solteres, i en un 21% no eren unitats familiars. En el 19,4% dels habitatges hi vivien persones soles el 8,1% de les quals corresponia a persones de 65 anys o més que vivien soles. El nombre mitjà de persones vivint en cada habitatge era de 2,52 i el nombre mitjà de persones que vivien en cada família era de 2,78.
Per edats la població es repartia de la següent manera: un 21,2% tenia menys de 18 anys, un 8,3% entre 18 i 24, un 26,3% entre 25 i 44, un 32,7% de 45 a 60 i un 11,5% 65 anys o més.
L'edat mediana era de 41 anys. Per cada 100 dones de 18 o més anys hi havia 101,6 homes.
La renda mediana per habitatge era de 47.813 $ i la renda mediana per família de 49.531 $. Els homes tenien una renda mediana de 39.250 $ mentre que les dones 24.250 $. La renda per capita de la població era de 21.687 $. Cap de les famílies i el 3,4% de la població estaven per davall del llindar de pobresa.

## Poblacions més properes
El següent diagrama mostra les poblacions més properes.